# Bergantín 25 de Mayo
El Bergantín 25 de Mayo fue un buque de la Armada Argentina partícipe de la Guerra de Independencia Argentina y las guerras civiles.

## Historia
La polacra Nuestra Señora de Caldas de la matrícula de Buenos Aires comprada en diciembre de 1810 por el comandante de Marina y diputado ante la Junta Grande Francisco de Gurruchaga, fue convertida en bergantín y puesta al mando de Hipólito Bouchard, quien llevaba como segundo al mando a Ángel Hubac y contramaestre a Luis Rafia. La nave tenía 26 metros de eslora, 5,5 de manga, 3 de puntal, 2,3 de calado y un porte de 180 t.
Tripulada por 80 hombres y armada con 14 carronadas de a 12 (7 por banda), 2 cañones de a 12 a proa y 2 de a 8 a popa, zarpó de Buenos Aires el 22 de febrero de 1811 integrando la primera escuadra revolucionaria comandada por Juan Bautista Azopardo e integrada también por la goleta Invencible (capitana) y la América.
Tras arribar a San Nicolás de los Arroyos, el 2 de marzo enfrentó a la escuadra española al mando del capitán de fragata Jacinto de Romarate. En el combate de San Nicolás la mayor parte de la inexperta tripulación de la 25 de Mayo y la Americana abandonaron sus buques siendo la Invencible la única que sostuvo el combate hasta ser abordada y capturada. Bouchard permaneció en cubierta hasta que herido y a punto de ser abordado por el bergantín Cisne, se arrojó al agua. El 25 de Mayo fue trasladado a Montevideo, junto con sus dos buques compañeros, donde un tribunal de presa lo consideró pirata declarándolo buena presa el 9 de abril y adjudicándolo a sus captores, pasando con el nombre Paraná a integrar la escuadra de ese apostadero naval.
El 13 de marzo de 1811 Romarate escribía al virrey desde Colonia del Sacramento:

(...) tengo el honor de cumplir mi palabra poniendo a las órdenes de V.E. la goleta Invencible del porte de doce cañones, ocho de ellos de a ocho y los restantes de a doce, el bergantín 25 de Mayo con catorce carronadas de a doce, dos cañones de ídem a proa y dos de a ocho a popa y la balandra Americana con un cañón de a seis giratorio y dos de a tres en las bandas, que acabo de dar fondo en este puerto con los demás buques de mi División.

En julio de 1811 el Paraná participó del bombardeo de Corrientes al mando de Manuel de Clemente y Miró.
Finalizando la Campaña Naval de 1814, en abril de 1814 la nueva escuadra de las Provincias Unidas del Río de la Plata al mando de Guillermo Brown cerró el sitio de Montevideo. El Paraná fue varado cerca del muelle "en dirección a la Aguada" y desarmada su artillería se la trasladó para la defensa de la ciudad.
Rendida Montevideo a las fuerzas patriotas, el Paraná fue entregado por orden del general Carlos María de Alvear, comandante de las fuerzas revolucionarias, en propiedad al comerciante Javier de Igarzábal. Ante las protestas de Brown, la medida fue revocada y el Paraná se reintegró a la escuadra.
Utilizado para trasladar a Buenos Aires parte del material de guerra capturado en Montevideo, en agosto de 1814 pasó a reserva y destinado a pontón prisión y polvorín hasta fin de ese año. En ese período estuvo al mando del capitán Eduardo Denney entre noviembre y diciembre, pasando luego al mando del sargento mayor Juan Filestone Tracker.
En 1815 volvió al servicio al mando del sargento mayor Miguel Ferrer y al producirse en el mes de abril el levantamiento de Alvear integró la fuerza naval destinada a reprimirlo, pasando luego a cumplir tareas de vigilancia en el Río de la Plata al mando del teniente Bartolomé Cerretti.
El 6 de febrero de 1816 el comandante general de Marina coronel Matías de Irigoyen considerando "que el buque debe volver a tener el de un día tan glorioso para nosotros y en el que tomamos la dignidad de hombres libres" solicitó que la nave volviera a su nombre originario. Por decreto del 7 de febrero de 1816 el gobierno accedió al pedido y se le restituyó el nombre de 25 de Mayo.
En marzo de ese año fue enviado como refuerzo a las fuerzas del Directorio en operaciones contra la provincia de Santa Fe.
Permaneció luego estacionado en la isla Martín García donde a partir de octubre sirvió como buque prisión de detenidos políticos al mando el sargento mayor Tomás Fermín Jones.
En enero de 1817 fue trasladado a Punta Lara como pontón pero en junio comandado nuevamente por Bartolomé Cerretti fue movilizado a Martín García para impedir el paso a los ríos Uruguay y Paraná a las embarcaciones portuguesas.
Durante el año 1818 convoyó buques mercantes hasta que por tener varios rumbos y abiertas sus costuras pasó a reparaciones en Barracas. Tras ser rearmada con 2 cañones de a 18, 10 de a 8 y 4 esmeriles, en 1819 fue destinada a San Nicolás con la misión de controlar el sector hasta Punta Gorda combatiendo las lanchas armadas que respondían al caudillo Francisco Ramírez. Tras un período en que fue asignada al Resguardo de Buenos Aires con el objeto de reprimir el contrabando, volvió a San Nicolás hasta que el Tratado del Pilar puso fin al conflicto. De acuerdo a lo acordado, la 25 de Mayo trasladó pertrechos entregados por Buenos Aires a Ramírez. 
En agosto de 1820 varó por una pronunciada bajante en el Río de la Plata pero pese a los daños sufridos fue afectado a la escuadrilla enviada a combatir a Ramírez. Derrotado y aislado el caudillo de Entre Ríos, la 25 de Mayo regresó al puerto de Buenos Aires.
Tras un motín de esca envergadura (fue calificado de mero "alboroto"), el navío pasó a desarme parcial. Decidido finalmente su completo rearme, se montaron 2 cañones de a 18, 10 de a 8 y 2 carronadas de a 8.
En abril se sumó a la escuadrilla del Paraná en lucha con Manuel Monteverde. Derrotado Monteverde en el Combate de la Boca del Colastiné del 26 de julio de 1821, la 25 de Mayo regresó a Buenos Aires para ser retirada del servicio. A mediados de 1822 fue desguazada.